# Радио Наций
«Радио Наций» («Radio Nations», «Radio-Nations») — радиостанция Лиги Наций. Радиодом находился в Женеве, передающий радиоцентр (радиоцентр «PCJJ») в Нидерландах в 1929—1932, в Швейцарии в Пранжене в кантоне Во (радиоцентры «ХБП» («HBP») и «ХБЛ» («HBL»)) в 1932—1939 гг. Вела в 1929—1939 гг. 15-минутные радиопередачи в направлении всех континентов на коротких волнах на английском, французском и испанском языках, на средних волнах в Европе .